# Silver Strand Falls
Silver Strand Falls é uma  cachoeira localizada no Parque Nacional de Yosemite, Califórnia.

## Outros nomes
- Widows Tears
- Widows Tears Falls